# 2 Tears in a Bucket
2 Tears in a Bucket – singel amerykańskiej grupy hip-hopowej Ruff Ryders wydany w 2000 roku. Promuje "Ryde or Die Vol. 2". Występują na nim Method Man, Redman, Sheek Louch i Styles P (w refrenie). Podkład został wykonany przez Swizz Beatza. Trudno jest określić tematykę utworu. Raperzy mówią o wszystkim, o czym tylko zechcą.

## Występujący
Pierwsza zwrotka należy do Sheeka Loucha, z kolei drugą wykonuje Redman, a trzecią Method Man. W refrenie można usłyszeć Stylesa P.

## Lista utworów
1. "2 Tears in a Bucket" (Radio Edit)
2. "2 Tears in a Bucket" (LP Version)
3. "2 Tears in a Bucket" (Instrumental)
4. "2 Tears in a Bucket" (Acapella)